# 앤드류세발가락뛰는쥐
앤드류세발가락뛰는쥐 또는 앤드류세발가락저보아(Stylodipus andrewsi)는 뛰는쥐과에 속하는 설치류의 일종이다. 중국(내몽골 자치구과 간쑤 성, 닝샤 후이족 자치구)과 몽골에서 발견된다.